# Cordylanthus parviflorus
Cordylanthus parviflorus är en snyltrotsväxtart som först beskrevs av Roxana Stinchfield Ferris, och fick sitt nu gällande namn av Ira Loren Wiggins. Cordylanthus parviflorus ingår i släktet Cordylanthus och familjen snyltrotsväxter. Inga underarter finns listade i Catalogue of Life.

## Bildgalleri

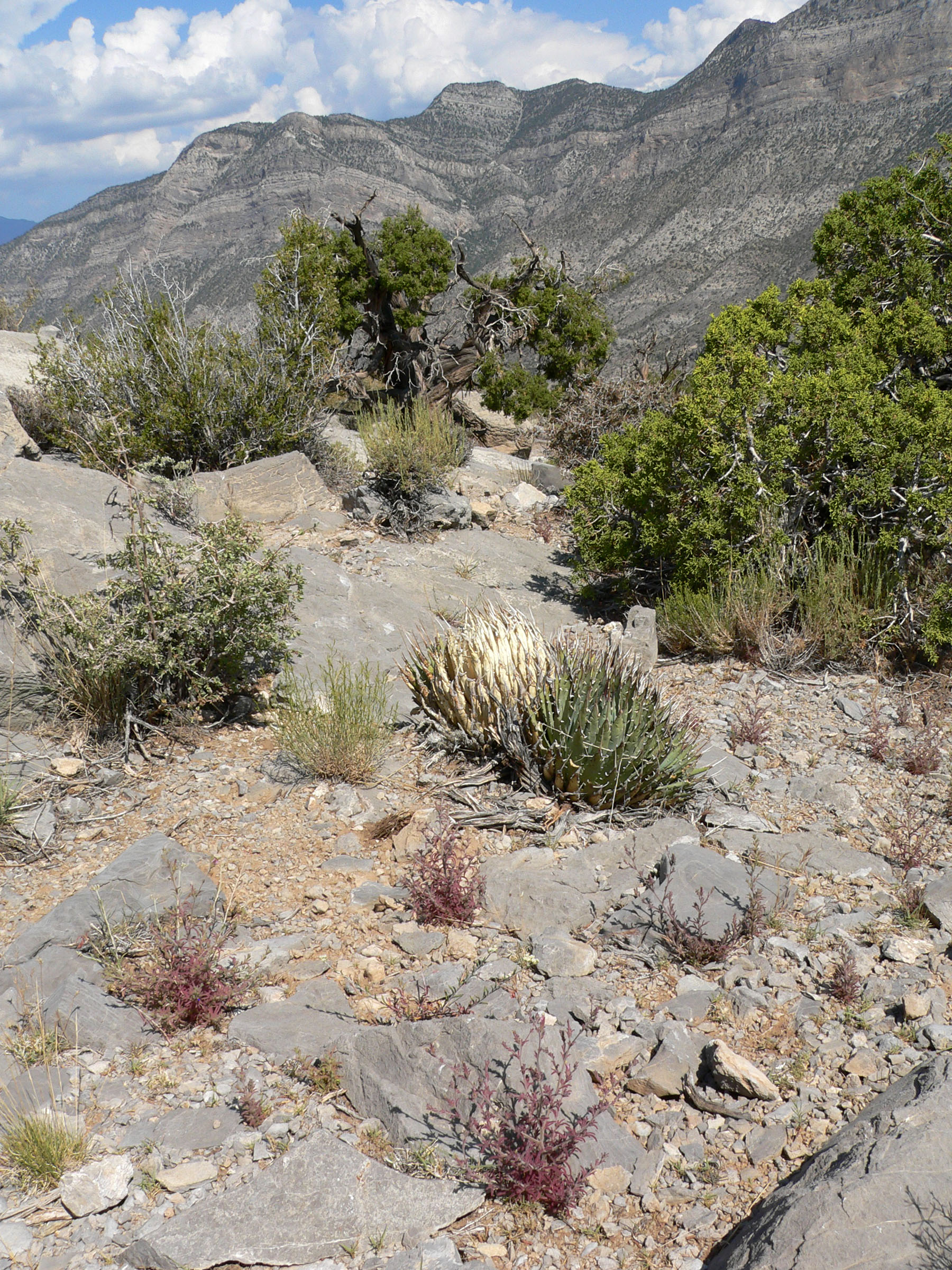
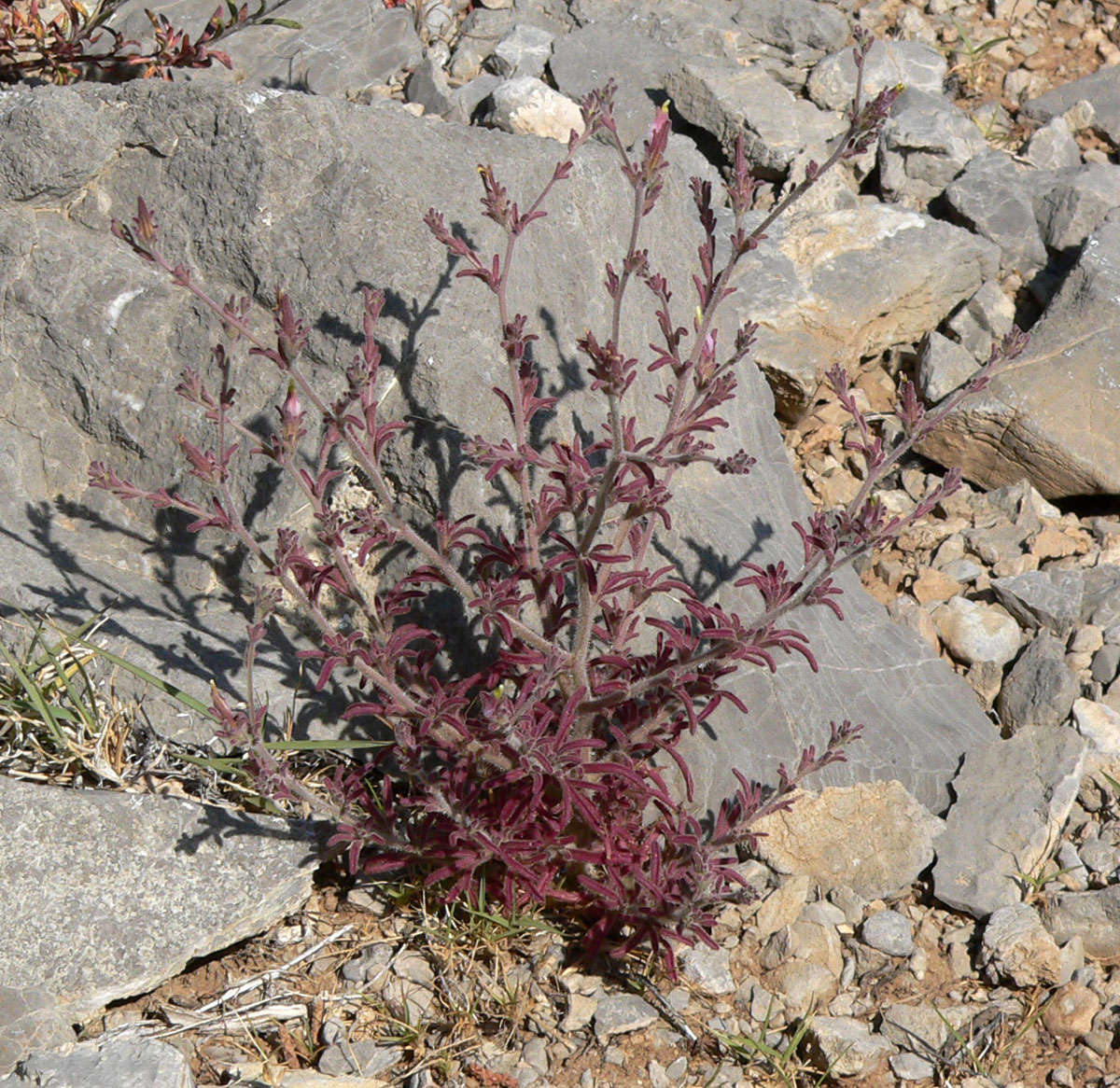
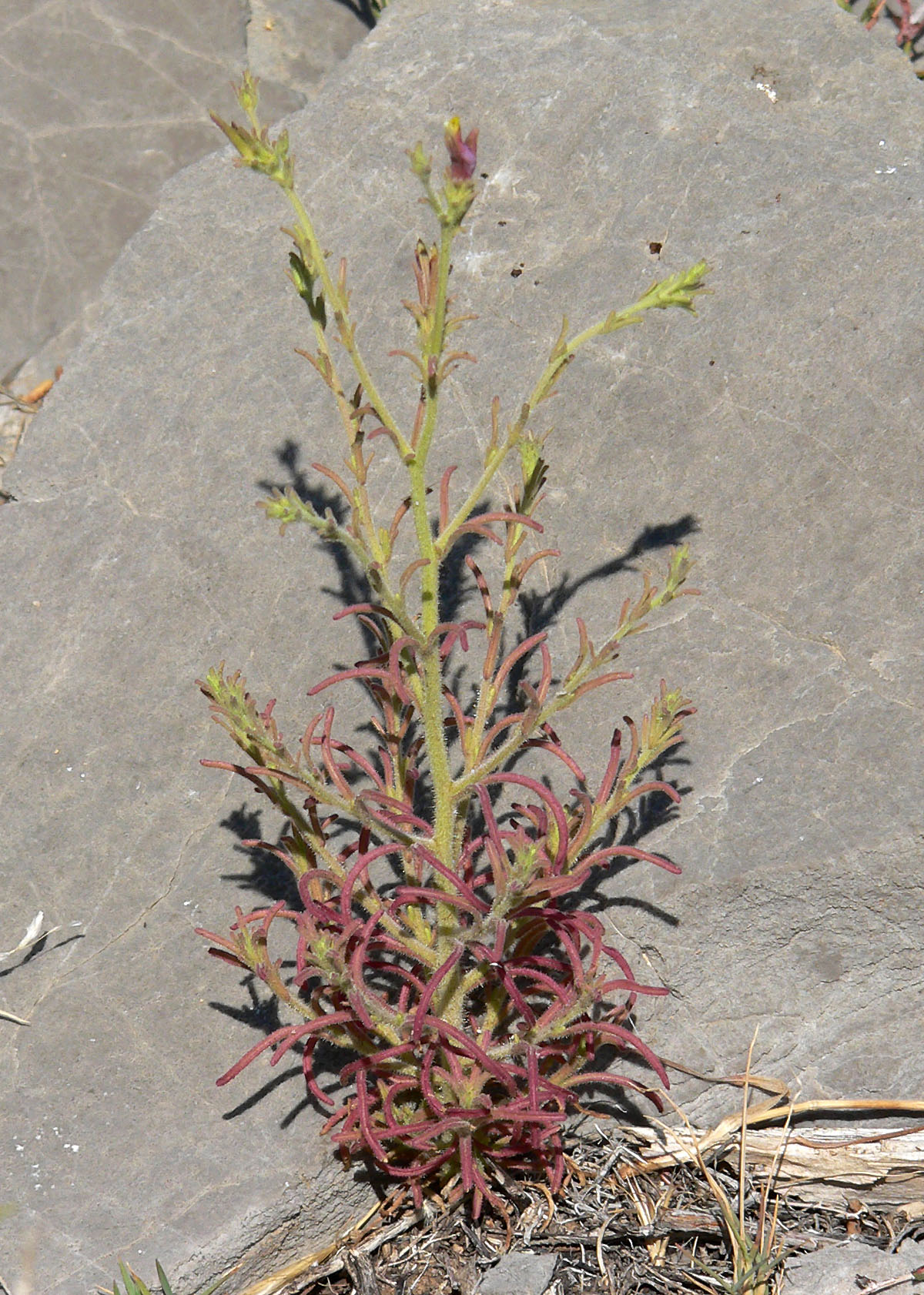
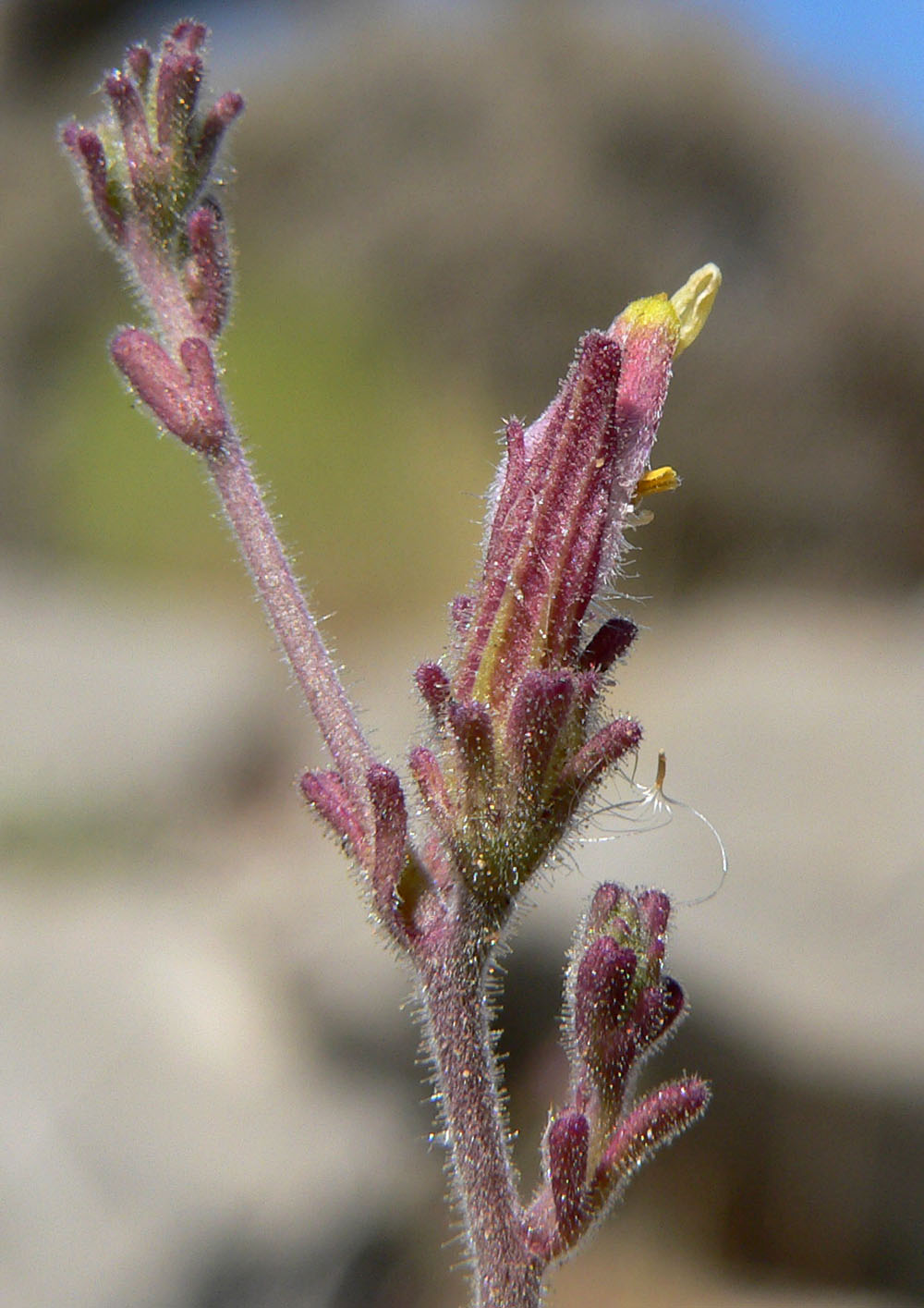
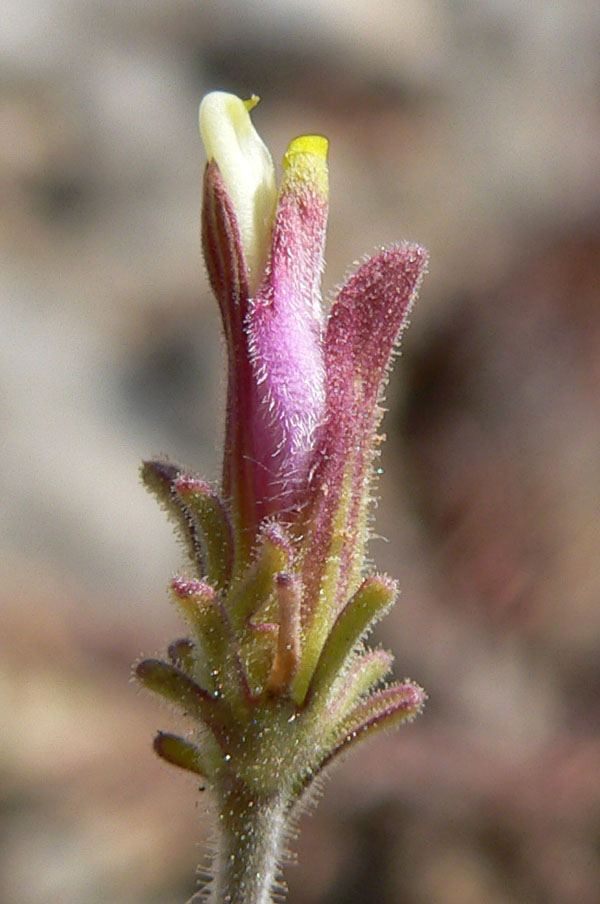
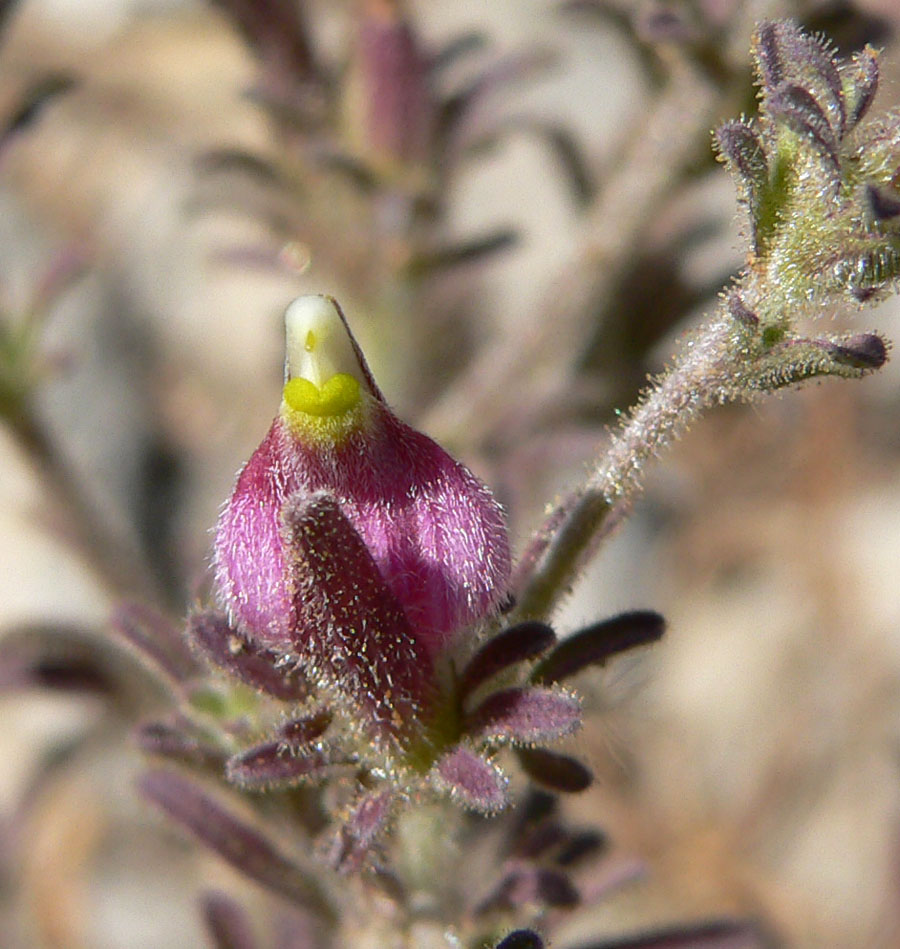